# María Soledad Tohá
María Soledad Tohá Veloso (Chillán, 24 de agosto de 1965) es una profesora y política chilena, miembro del Partido Socialista (PS). Entre 2006 y 2008 se desempeñó como Intendenta de la Región del Biobío.

## Biografía
Estudió la enseñanza básica en el Colegio de la Purísima Concepción y el Liceo de Niñas Marta Brunet, ambos de Chillán. La enseñanza media la cursó en el Colegio Padre Alberto Hurtado. Estudió un período en Estados Unidos, en el Valparaíso High School, Valparaíso - Indiana. Sus estudios superiores los realizó en la Universidad del Bío-Bío, Campus Chillán, donde se tituló como profesora de Estado en inglés.
Desde su juventud participa activamente en distintos movimientos sociales, ingresando en el año 1985 a la Juventud Socialista de Chile (JS). Participa activamente en la Comisión Juvenil de Derechos Humanos, Mujeres por la vida, Asamblea de la Civilidad, Movimiento Democrático Popular, trabajando con jóvenes por la defensa de los derechos humanos. Así también, es elegida presidenta de su carrera en la Universidad del Bío-Bío y forma parte del primer movimiento que lucha por reconstruir una Federación de Estudiantes en la ciudad de Chillán.
Se ha desempeñado como delegada provincial en Ñuble del Servicio de Vivienda y Urbanismo (Serviu) entre los años 2002 y 2006. Fue elegida en 2004 como concejal de la Municipalidad de Chillán, con 7.320 votos, primera mayoría en la lista de la Concertación de Partidos por la Democracia.
En marzo de 2006 la presidenta Michelle Bachelet la designa como intendenta de la VIII Región del Biobío, en reemplazo de su tío Jaime Tohá González, cargo que ejerció hasta el 4 de enero de 2008, en que fue sucedida por María Angélica Fuentes.
En la actualidad se desempeña en el mundo privado como Corredora de Propiedades.

## Familia
María Soledad Tohá Veloso proviene de dos familias ligadas históricamente a la política chilena: los Tohá y los Veloso. Ella es:

- Hija de la profesora de Estado en Inglés María Angélica Veloso Figueroa y del médico, exregidor y exdiputado Isidoro Tohá González (Partido Socialista de Chile) en los períodos 1990-1994 y 1994-1998.

- Hermana de Andrea Tohá Veloso, profesora de Historia y Geografía, Jefa de la División de Personal de la Tesorería General de la República de Chile, quien también fue candidata a concejal por Maipú el año 2004, no resultando electa.

- Sobrina del exministro José Tohá González.

- Sobrina por afinidad de la exembajadora Raquel Victoria Morales Etchevers también conocida como "Moy de Tohá".

- Sobrina del exministro, exintendente y embajador de Chile en Cuba Jaime Tohá González.

- Sobrina del exintendente de la VIII Región del Biobío, Adolfo Veloso Figueroa (1990-1994).

- Prima de la exministra Secretaría General de la Presidencia Paulina Veloso Valenzuela.

- Prima de la exsubsecretaria. exdiputada, exMinistra Secretaria General de Gobierno de Chile. ex  alcaldesa de la comuna de Santiago y actual Ministra del Interior y Seguridad Pública de Chile Carolina Tohá Morales.

- Prima del exconcejal de la comuna de Santiago Jaime Tohá Lavanderos.

- Prima del subgerente de comunicaciones de la Corporación de Fomento de la Producción (Corfo) Juan José Tohá Lavanderos.

Desde 1989 está casada con Jaime Rocuant Castro, con quien tiene tres hijas: Natalia, Catalina y Soledad.

## Historial electoral

### Elecciones parlamentarias de 2017
- Elecciones parlamentarias de 2017 a Diputados por el distrito 19 (Bulnes, Cabrero, Cobquecura, Coelemu, Ñiquén, Portezuelo, Quillón, Quirihue, Ninhue, Ránquil, San Carlos, San Fabián, San Nicolás, Treguaco, Yumbel, Chillán, Chillán Viejo, Coihueco, El Carmen, Pemuco, Pinto, San Ignacio y Yungay)[1]

| Candidato                  | Pacto                    | Partido | Votos  | %    | Resultados |
| -------------------------- | ------------------------ | ------- | ------ | ---- | ---------- |
| Jorge Sabag Villalobos     | Convergencia Democrática | PDC     | 28.932 | 14.9 | Diputado   |
| Frank Sauerbaum Muñoz      | Chile Vamos              | RN      | 18.093 | 9.3  | Diputado   |
| Gustavo Sanhueza Dueñas    | Chile Vamos              | UDI     | 15.636 | 8.0  | Diputado   |
| Carlos Abel Jarpa Wevar    | La Fuerza de la Mayoría  | PRSD    | 15.347 | 7.9  | Diputado   |
| Margarita Letelier Cortés  | Chile Vamos              | UDI     | 14.405 | 7.4  |            |
| Loreto Carvajal Ambiado    | La Fuerza de la Mayoría  | PPD     | 12.711 | 6.5  | Diputada   |
| Cristóbal Martínez Ramírez | Chile Vamos              | IND-UDI | 12.800 | 6.6  |            |
| Cristian Quiroz Reyes      | Por Todo Chile           | País    | 11.929 | 6.1  |            |
| Manuel Bello Núñez         | La Fuerza de la Mayoría  | PPD     | 11.064 | 5.7  |            |
| Jacqueline Guíñez Núñez    | Chile Vamos              | RN      | 10 000 | 5.1  |            |
| Soledad Tohá Veloso        | La Fuerza de la Mayoría  | PS      | 8.058  | 4.1  |            |